# Statuto (Firenze)
Lo Statuto è un quartiere di Firenze, amministrativamente ricompreso nel Quartiere 5. È immediatamente periferico rispetto al Centro Storico nonché molto vicino alla Fortezza da Basso dalla quale è separato dal torrente Mugnone. La zona comprende una vasta area urbana, di ampio rilievo urbanistico dato che vi si trovano una stazione ferroviaria e numerose strade importanti per la circolazione degli automezzi pubblici e privati.

## Storia e descrizione
Via dello Statuto, che dà il nome alla zona, deve a sua volta l'intitolazione allo Statuto albertino, promulgato da Carlo Alberto il 4 marzo 1848. L'intitolazione risale al giugno 1924, sotto l'amministrazione di Antonio Garbasso.
Via dello Statuto è infatti la strada più importante della zona, arteria per il traffico da e per la zona di Rifredi, l'Ospedale di Careggi, e tutta l'area metropolitana a nord del capoluogo, comprendente anche altri comuni, come Sesto Fiorentino. La strada è tra l'altro conosciuta per i suoi negozi e il mercato mattiniero che si svolge nell'ampia strada trasversale di viale Lami, al centro del quartiere. Proprio i negozianti di via dello Statuto furono fautori dopo lunghe manifestazioni e raccolte di firme del referendum indetto il 17 febbraio 2008 sul passaggio della Linea 3 della rete tranviaria di Firenze e contro il taglio degli alberi presenti nel mezzo delle due carreggiate della strada; l'esito di tale consultazione non ebbe seguito, e il viale è oggi attraversato dalla tranvia, che ha notevolmente migliorato i collegamenti pubblici con altre zone della città. 
In via dello Statuto si trova la stazione di Firenze Statuto, progettata nel 1987 da Cristiano Toraldo di Francia e completata nel 1991, un significativo esempio dell'architettura postmoderna in città, sebbene oggi interessato da un certo degrado.

## Altre immagini

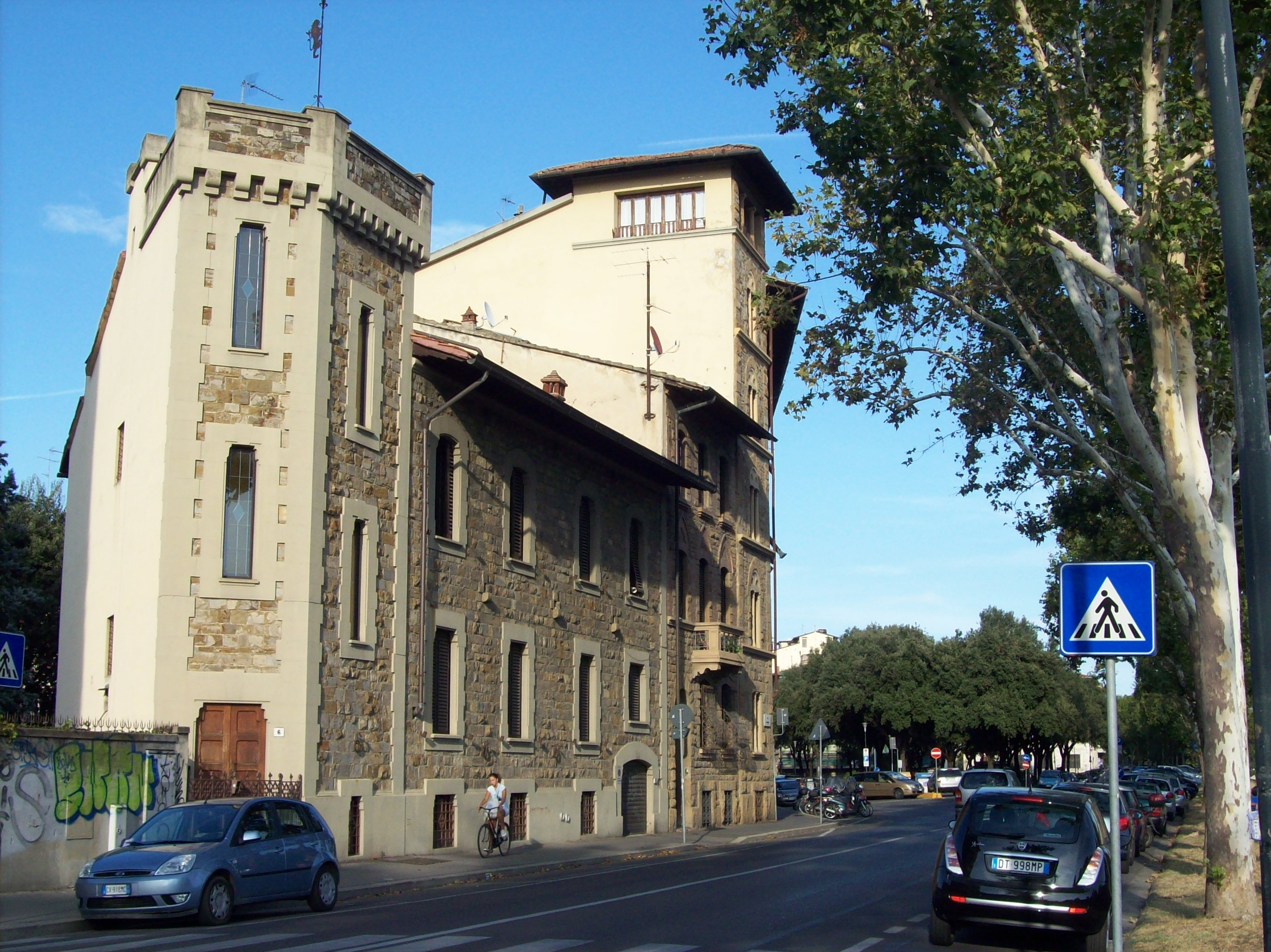
Il Torrino di Piazza della Costituzione
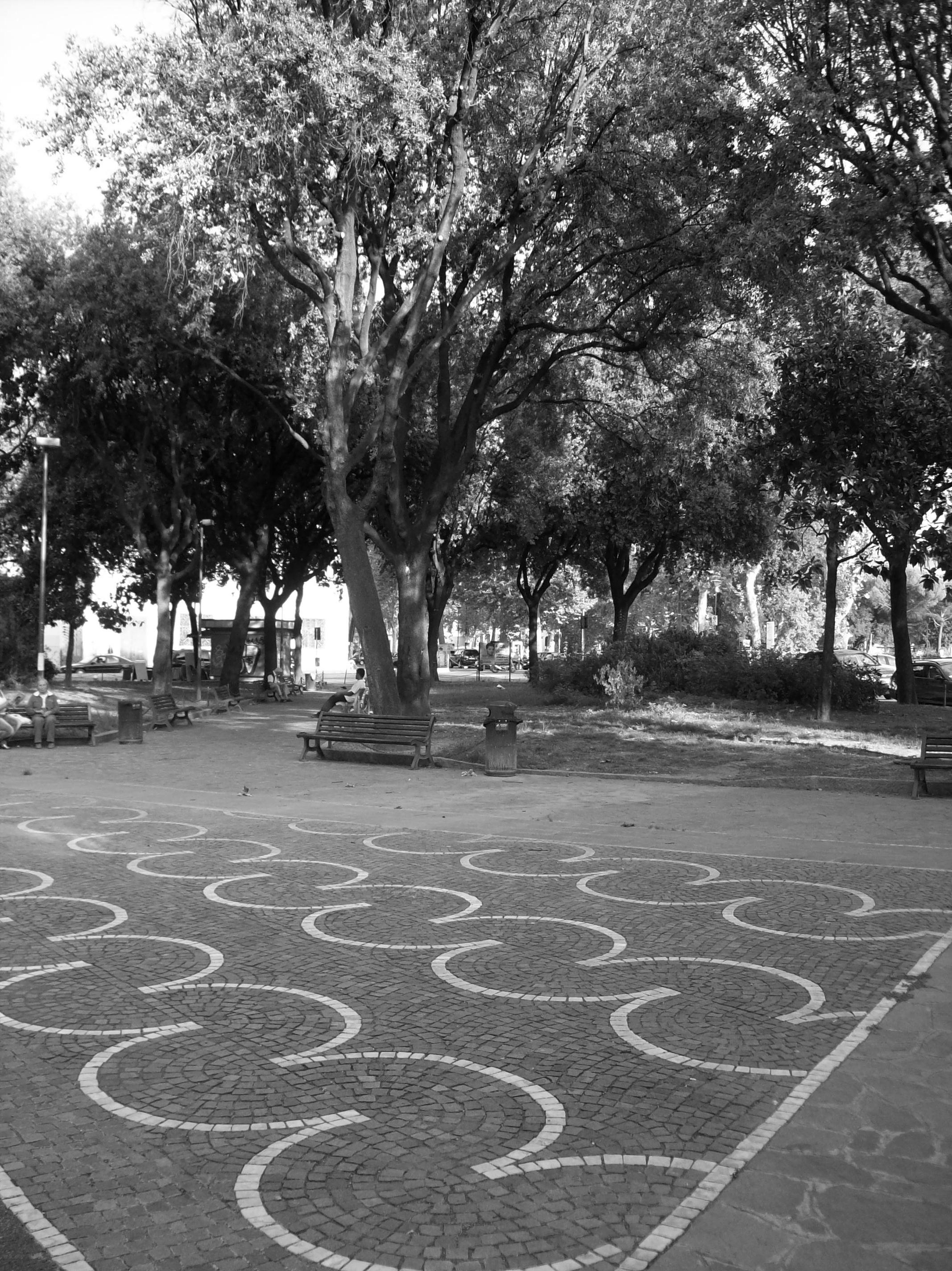
Particolare di Piazza della Costituzione
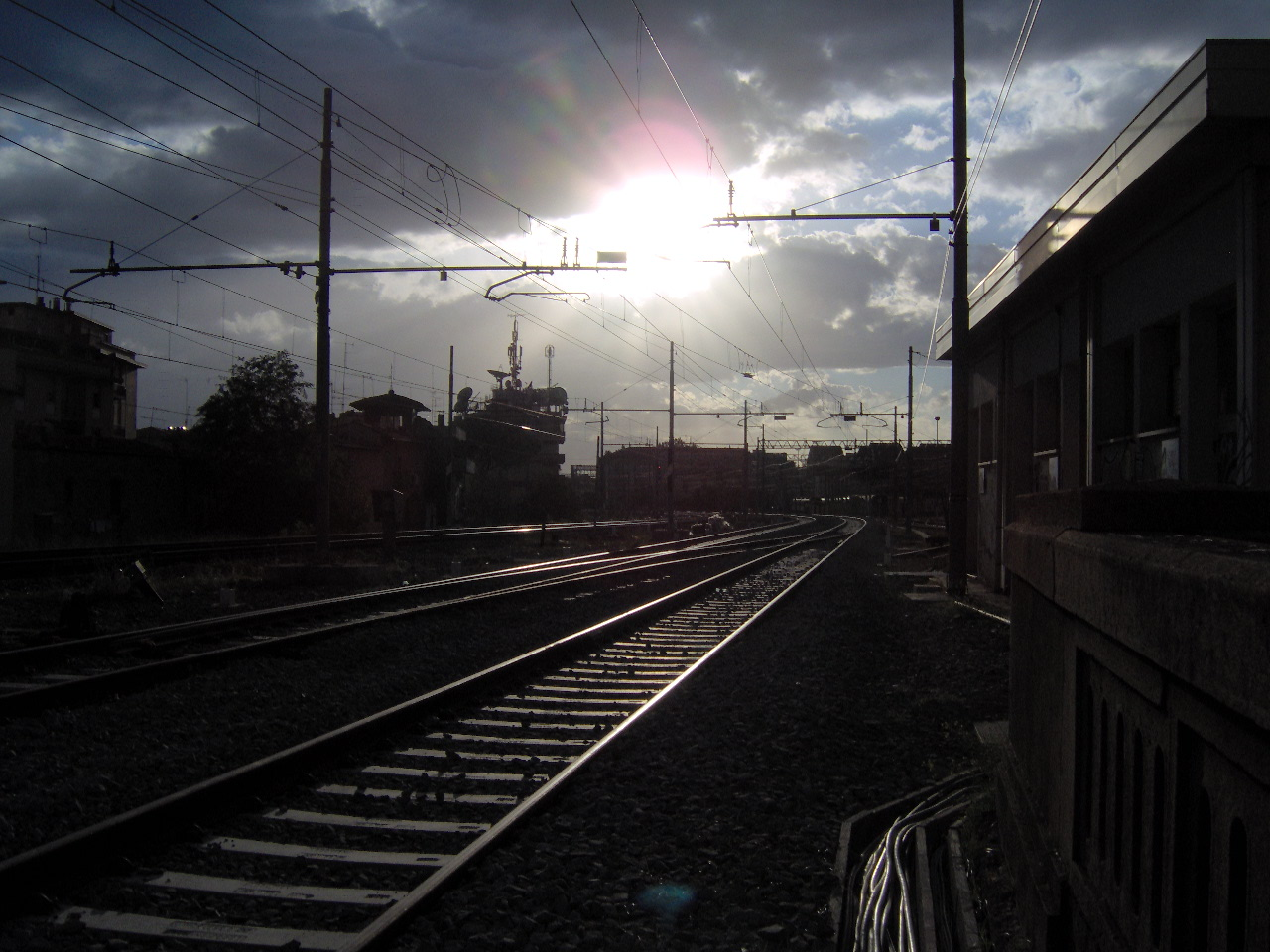
Tramonto visto dalla ferrovia